# 劉盈秀
劉盈秀（1984年9月1日—），台灣新聞主播。北一女中、國立台灣師範大學社會教育學系新聞組、雙主修教育心理輔導學系、人力資源創新管理學程畢業。目前就讀國立成功大學管理學院商研所。曾任東森財經新聞台主播、節目主持人、中天新聞台主播、節目主持人。

## 簡歷
出生自父親台大醫科的醫生書香世家，求學期間，獲選主播大賽冠軍及師大西瓜情人師大全校代言人，參與擔任聯合國國際青年和平論壇 臺灣學生青年代表，兩岸交流研習臺灣校園代表，央視青年知識大賽台灣學生代表，全台跨校財金經融研習營召集人等，重要多項全球國際性及兩岸活動，曾擔任中國時報、三立電視台、中天電視台新聞實習記者，畢業後主跑東森新聞台政治線及生活線，後升任東森新聞主播並主持多個財經節目，現為中天新聞台專任主播，並多次受邀政府公部門、企業團體、學術團體、藝術團體、大專院校及NGO非營利公益組織等的活動主持及演講。
電視台工作期間，表現亮眼，以生活美食與人文旅遊節目《嚐鮮LET'S GO》、《萍水相逢》及國際關注議題《看見角落的受虐身影》系列報導，分別獲得廣電基金會「優良美食節目獎」、「中國旅遊類節目一等獎」、山東省政府「異地採訪獎」和2012年內政部「優質專題新聞報導獎」首獎的高度肯定，也是2012年卓越新聞基金會好新聞發起人之一，專業學資歷紮實完備，被媒體喻為氣質美女主播、清新女神主播及新生代才藝主播。

## 簡介

### 學歷
- 國立台灣師範大學社教系新聞組畢業\修習創新管理學程
- 台北市立第一女子高級中學畢業
- 台北市立介壽國中畢業
- 台北市立民權國小畢業

### 經歷

#### 得獎經歷
- 內政部優質新聞深度專題報導得獎人
- 兩岸節目一等特優獎主持人
- 廣電基金會評優良美食類節目主持獎
- 星雲真善美潛力獎
- ELLE雜誌封面名模冠軍
- 國立臺灣師範大學主播大賽冠軍
- 國立臺灣師範大學校花西瓜情人選拔冠軍
- 國樂團主奏琵琶台北市賽亞軍

#### 主播經歷
- 中天新聞台主播、氣象主播、主持人
- 中天新聞台《盈秀報健康》節目主持人
- 2008年9月~2009年5月：東森財經新聞台主播
- 2007年7月：地方電視台播報
- 2006年9月：台師大首屆主播大賽冠軍
- 2006年9月：ESSO國際企業教育訓練帶主播
- 2011年7月-9月：時尚美藝秀專題主持人
- 2017年3月20日-2019年：中天新聞台《中天晨報 Morning Glory》主播

#### 特殊新聞專題
- 星雲真善美新聞傳播獎潛力獎~超越生命極限 擁抱真善美的天使 系列報導
- 中華民國內政部與中華民國新聞媒體自律協會主辦-優質新聞獎深度專題報導獎 人口販運專題系列報導
- 中天新聞與商業周刊合作醫療企業專題製作
- 台北市新聞記者公會社會光明面新聞報導獎 "生死安寧的守護神"專題報導

#### 活動及會議主持經歷
- 中天新聞台《中天青年論壇》開場主持人

（歷次與會貴賓： 

全球百大影響人青年創業導師李開復

亞都麗緻飯店總裁嚴長壽

國家文藝獎建築師姚仁喜

台積電董事長張忠謀、夫人張淑芬

奧斯卡金像獎國際名導演李安

導演侯孝賢
作家李敖

雲門舞集創辦人林懷民

美學大師詩人蔣勳

華語流行樂教父羅大佑

男歌手周杰倫

現代舞后許芳宜

五月天主唱阿信

氣質歌手劉若英

女子天團Ella

小說家九把刀

- 兩岸財經論壇主持人
- 全球人力資源協會論壇高峰會主持人
- 聯合國兒童文教組織亞洲音樂公益活動主持人
- 周大觀文教基金會《送愛到尼泊爾公益二手暖衣及二手樂器捐贈活動》發起與主持人
- 聯合國世界海洋日台灣產官學公益海洋論壇主持人
- 台北市政府民政局NGO會館啟用10週年記者會主持人
- 家樂福文教基金會「家樂福文化藝術季」采風樂坊《東方傳奇搖滾國樂》（國家音樂廳）公益千人音樂會主持暨演出
- 中華民國總統府跨部會研習會議主持人
- 新北市濕地故事生態公益攝影音樂講座主持人
- 中華民國自閉症基金會「星星王子打擊樂團」公益音樂會主持人
- 周大觀文教基金會畫展開幕主持人
- 台北市政府觀光船波局主辦「筆尖下的北投公園」活動主持人
- 圓山兩岸財經會議主持人
- 520產官學金融建言大會主持人
- 台北市政府民政局NGO會館和台大城鄉婦女新知民政局~城市記憶活動主持人
- 周大觀文教基金會「送愛到日本癌童」公益記者會主持人
- 兩岸財促會主持人
- 海峽兩岸農產品對接及專案投資洽談會主持人
- 台大兩岸金融合作研討會
- 台南市政府台南古蹟城市宣導活動主持人
- 產業發展協會傑出經理人頒獎與大會主持人
- 觀光局國際觀光展演主持人
- 新北市水利局越堤親水啟用典禮主持人
- 莫內畫展主持人
- 廣西世界大會主持人
- 冰雪世界哈爾濱冰雕展主持人
- 黑劍電視國際觀光展演主持人
- 新北市水利局越堤親水啟用典禮主持人
- 中鋼演講暨高雄產業經理人交接典禮主持人
- 1111人力銀行主播面對面座談會主講人
- 聯合國國際海洋日代言及主持人
- 師大優良校友頂尖企業家高峰會主持人
- 普羅NGO活動主持人
- 兩岸泳渡台灣海峽主持人
- 台北市政府時尚週主持人

#### 節目主持經歷
- 中天《全球大發現》節目主持人
- 中天《魔法音樂盒》專集主持人
- 中天《四月韓流》娛樂專集主持人
- 中天春節專集CALLING主持
- 日本地震核災專題座談主持
- 東森《富裕之路》股市財經節目主持
- 東森《主播台訪談》專訪主持
- 東森《萍水相逢》人文旅遊節目 主持

《本節目獲2007年全中國旅遊類節目一等獎（冠軍），並獲山東省政府所評的異地採訪獎，在央視四套整集播出。》
《此為兩岸首度合作且同步播映之常態性帶狀人文旅遊節目。》
- 東森《嚐鮮LET’S GO!》生活美食節目 主持

《本節目獲頒由廣電基金會評為2007第四季優良美食類節目》
- 東森《生活大富翁》主持
- 東森《娛樂E點通》娛樂節目 主持
- 東森《麥克傑克森》紀念專集 主持
- 東森支援《中國大體驗》節目主持
- 華視財經教學節目《空大投資信託與管理課程》主持
- 華視財經教學節目專訪金融集團專業人士外景主持
- 衛視中文台與CHANNELV《流行INHOUSE》單集時尚外景主持

#### 廣播節目經歷
- 教育廣播電台財經節目主持
- 中時電子報-寶貝晚安有聲故事系列錄製

#### 活動及演講經歷
- 文化華崗電台 全台校園主播評選人
- 高雄產發協會演講-中華經貿學術交流協會
- 新店縣冰雪親善大使
- 苗栗縣政府觀光宣傳影片錄製
- 銘報與銘傳電台fm88.3夢想與才藝專訪
- 婦援會反暴力平台公益大使 公益宣導影片拍攝
- 文化大學華岡電視台promo台呼短片錄製
- 師大虛擬棚演講
- 高雄產業協會中山大學EMBA 演講（講題媒體面面觀）
- 圓山扶輪社演講
- 文化大學校園主播評審
- 臺灣師範大學校園主播評審
- 校園巡禮演講~世新+師大
- 佛光山大學演講《業界老師身份》
- 銘傳大學演講-主播高中營
- 第3屆中天主播夏令營講師
- 達利畫展會
- 台南愛貓協會流浪貓慈善大使
- 創世基金會慈善大使
- 台灣青年公益數位專輯演奏錄製
- 卓越新聞基金會好新聞發起人之一
- 拍攝全球地球日公益宣言引言人短片
- 921重建13週年南投森林小學公益教學
- 宜蘭童玩公益演講
- 海峽兩岸知識大賽十周年台灣代表受邀貴賓
- 接受《小燕有約》主播專訪
- 渣打銀行贊助公益路跑與《有聲閱讀》視障有聲書公益錄製
- 台大兩岸金融合作研討會主持人
- 政大之聲演講人講題《聲音的魅力》
- 銘傳傳播學院專題演講人講題《主播經驗談》
- 公益電影發表會評論人
- 兩岸傳播論文研討會業界評論人
- 台師大投資理財社社長
- 兩岸知識大賽校代表
- 台師大校花西瓜情人選拔冠軍
- 社教系新聞組總務長
- 法鼓山國際和平論壇青年代表
- 青輔會創業管理營團員
- 北一女中樂隊總公關
- 國樂團主奏琵琶台北市賽亞軍
- 金車基金會納莉颱風災區英語採訪與教學志工
- ELLE雜封面名模冠軍
- 中國時報《情人節專刊》廣告女主角
- 普拿疼平面廣告女主角
- 電視廣告女主角（奶粉系列）

#### 媒體受訪經歷
- money 雜誌專訪
- 時報週刊人氣主播專訪
- 接受《小燕有約》 才藝美女主播專集專訪
- 接受《Body》雜誌 專欄邀約（健康美容主題）
- 接受《銘報》專訪（主播經驗）
- 接受中國時報運動專欄專訪
- 接受cheer雜誌財經專訪
- 接受《beauty 大美人》粉底專集採訪
- 接受《時報週刊》羅馬尼亞愛心藝術之旅報導
- 接受《住展》雜誌專訪
- 接受《紀錄台灣》節目專訪
- 接受《旺報》專訪
- 接受《講義雜誌》專訪

#### 聯合著書
- 好新聞聯合發起合輯~ 卓越新聞基金會出版
- 崔爺爺養身書~時報出版

## 外部連結
- 主播介紹－中天新聞台
- 劉盈秀的Facebook專頁
- 劉盈秀的新浪微博
- 劉盈秀的Instagram帳戶